# Abierto GNP Seguros 2017
Die Abierto GNP Seguros 2017 waren ein Tennisturnier der WTA Tour 2017 für Damen und ein Tennisturnier der ATP Challenger Tour 2017 für Herren in Monterrey. Das Damenturnier der WTA fand vom 3. bis 9. April 2017, das Herrenturnier der ATP vom 2. bis 8. Oktober statt.

## Damenturnier
→ Qualifikation: Abierto GNP Seguros 2017/Damen/Qualifikation